# ザイマックス・リート投資法人
ザイマックス・リート投資法人（-とうしほうじん）は、東京都港区に本部を置く投資法人。東証上場（J-REIT）。

## 概要
ザイマックスがメインスポンサーの総合型J-REITであり、資産運用会社は「株式会社ザイマックス不動産投資顧問」である。
投資対象は、「メインアセット」であるオフィス、商業施設、ホテルを80%、「その他アセット」を20%とする方針である。

## 沿革
- 2017年9月14日 - 本投資法人の設立
- 2017年10月31日 - 投信法第189条に基づく登録（登録番号 関東財務局長 第131号）
- 2018年2月15日 - 東京証券取引所に上場

## ポートフォリオ
2020年9月1日時点で、取得物件数13物件、取得価格341億円である。
主な所有物件は以下の通り。
- ザイマックス新宿御苑ビル
- ホテルビスタ仙台
- ザイマックス岩本町ビル
- ミューザ川崎[2]